# Conotrachelus ligneus
Conotrachelus ligneus – gatunek chrząszcza z rodziny ryjkowcowatych.

## Zasięg występowania
Ameryka Południowa, występuje w Brazylii, Gujanie Francuskiej oraz Kolumbii.

## Budowa ciała
Przednia krawędź pokryw znacznie szersza od przedplecza, zakończona po bokach tępą ostrogą. Na pokrywach podłużne garbki. Przedplecze gęsto punktowane, w tylnej części nie zwęża się wcale, zaś w przedniej jest ostro zwężone.